# Transgascuña
La Transgascuña (Transgascogne en idioma francés y oficialmente) es una regata de vela por etapas que cruza el Golfo de Vizcaya y se disputa en solitario y en doble con yates de la clase Mini, de 6,5 metros de eslora. Se celebra desde 1988 y actualmente se denomina PURU Transgascogne debido al patrocinio de la empresa PURU Suisse GmbH.
Es clasificatoria para la Transat 6.50.